# Посланица игуману Спиридону
Посланица игуману Спиридону представља најстарије сачувано писмо средњовековне српске књижевности. Представља једну од многих посланица Светога Саве, које је током живота разменио са неким од својих савременика. Поред посланица, које је Сава писао, које налазимо у Доментијановом и Теодосијевом Житију Светог Саве ово је једина сачувана самостална посланица.            
Спиридон је био игуман манастира Студенице и Савин пријатељ, а ову посалницу Сава му је написао током свог другог путовања у Свету земљу, што значи нешто мало пре своје смрти. Боравећи у Светој земљи, Сава је свом пријатељу, игуману Спиридону писао о себи и својој пратњи, о томе како су се разболели на путу и како су се поклонили светим местима у Јерусалиму. У писму је написао куда још планира да путује и уз писмо му је из Свете земље послао дарове. Молио је игумана да носи дарове које му је уз писмо послао, јер је сматрао да ће га они чувати од свега. Писмо игуману Спиридону говори о несебичној нарави Светога Саве и љубави коју је гајио према ближњима.
На почетку посланице Свети Сава говори о доласку у Свету земљу и обиласку светог гроба  и светих места. Након болести која је задесила Саву и његове ученике који су тада били са њим он се с поштовањем обраћа игуману Спиридону и моли га да се моли за њих. На више места Сава користи епитете уз име игумана Спиридона попут: чедо моје слатко, божанствени, служитељу Христов.